# Leyla İmret
Leyla İmret (Cizre, 1987) és una política kurda. Va créixer a Alemanya però va tornar al seu país d'origen el 2013 i va ser elegida alcaldessa de Cizre el 31 de març de 2014. Va ser destituïda del seu càrrec pel govern turc l'11 de setembre de 2015 després del setge de Cizre que va representar el reinici del conflicte turco-kurd. Finalment, va haver d'exiliar-se a Alemanya on ha continuat denunciant els abusos dels drets humans del govern de Recep Tayyip Erdoğan.
És el tema d'una pel·lícula documental del 2017, Dil Leyla, i va guanyar la Medalla Carl von Ossietzky del 2018 de la Internationale Liga für Menschenrechte per la seva «valenta lluita pels drets dels kurds». İmret va dedicar el premi a «aquells que van perdre la vida en la lluita per un Kurdistan lliure, especialment els que van perdre la vida durant la resistència a Cizre» i a la copresidenta del Partit de la Societat Democràtica, Leyla Güven, que estava a la presó a Diyarbakır.

## Biografia
Leyla İmret va néixer el juny de 1987 a Cizre, a la província de Şırnak, al sud-est de l'Estat turc. El seu pare va morir en un enfrontament entre les forces de seguretat tuques i el Partit dels Treballadors del Kurdistan (PKK) quan ella tenia quatre anys i la seva família va fugir a Mersin el 1992. İmret es va traslladar a Bremen el 1996 on va viure amb familiars. Hi va estudiar magisteri i va treballar com a mainadera i perruquera.
İmret va tornar a Turquia el 2013: «És una sensació estranya tornar a la teva ciutat natal per primera vegada després de 22 anys, a la terra on van créixer els teus avis i el teu pare, a la teva pròpia terra». Tot i que Cizre era una de les ciutats més empobrides de Turquia després de dècades de conflicte, el govern havia iniciat un procés de pau amb els rebels kurds i era un moment de relativa calma.
İmret va ser elegida com a alcaldessa de Cizre pel Partit de la Pau i la Democràcia (BDP) el març de 2014, obtenint el 83% dels vots. Amb 27 anys, va ser la primera dona alcaldessa de Cizre i l'alcaldessa més jove de Turquia, i es va comprometre a donar prioritat als problemes socials: «Dona coratge a les dones veure'm com a alcaldessa. Més dones i joves s'implicaran en política».
Arran de les eleccions legislatives turques del juny de 2015 que van donar com a resultat un parlament suspès i el trencament del procés de pau entre el Partit de la Justícia i el Desenvolupament (AKP) i el PKK, es van convocar eleccions anticipades per al novembre de 2015. Abans, però, el govern turc va declarar el toc de queda a diverses regions, inclosa Cizre que va ser objecte d'atacs aeris permanents.
A les eleccions legislatives de 2015, els residents majoritàriament kurds de Cizre havien votat pel Partit Democràtic del Poble (HDP), successor del BDP, per una majoria del 84%, i molts van veure el setge com una represàlia per no votar l'AKP. El govern va afirmar que l'HDP estava vinculat al PKK i İmret va argumentar: «La principal diferència entre l'HDP i el PKK és que el primer és un partit polític que té com a objectiu participar en el procés electoral a nivell nacional. A Cizre hi ha un fort suport al PKK, però la població vol que s'acabi el conflicte. Ningú no vol que la situació de guerra dels anys 1990 torni a començar. L'HDP ofereix aquesta perspectiva de pau». İmret va acusar el govern d'utilitzar mesures repressives per a silenciar l'oposició política ja que la policia i l'exèrcit havien assassinat cinc persones, inclosos dos infants, amb un grau de violència inusual més enllà de l'estat d'emergència.
İmret va ser destituïda del seu càrrec com a alcaldessa pel Ministeri de l'Interior el 12 de setembre de 2015, una dels molts polítics locals kurds desposseïts dels seus càrrecs, inclosos els copresidents de l'HDP Figen Yüksekdağ i Selahattin Demirtaş i 80 alcaldes. Va ser substituïda per una administració designada pel govern turc mitjançant un decret d'estat d'excepció. Va ser acusada d'«incitar el públic a un aixecament armat contra l'estat» després de qualificar l'operació militar contra Cizre de «guerra civil».
İmret va ser detinguda el novembre de 2015 i temia ser assassinada en un setge al desembre després de penjar un missatge a les xarxes socials afirmant que els tancs havien envoltat la ciutat, la seva casa estava essent bombardejada i ella estava preparada per a la mort. El gener de 2016, va ser arrestada i acusada de propaganda terrorista en relació amb una entrevista que va concedir a Vice News. Més endavant, İmret va ser alliberada però se li va prohibir sortir del país, això no obstant, va fugir de Turquia adreçant-se al Govern Regional del Kurdistan de l'Iraq i després a Alemanya, on va sol·licitar i va rebre asil polític el 2017. Hi ha una ordre de detenció contra ella com a partidària del PKK.
İmret és el tema del documental alemany Dil Leyla (2017) d'Asli Ozarslan, filmat mentre s'amagava a Turquia. La pel·lícula es va projectar a la secció Movies that Matter, al festival de cinema d'Amnistia Internacional a La Haia l'abril de 2017, però İmret no va poder assistir-hi perquè continuava amagada a Turquia.
İmret és un dels dos copresidents de l'HDP a Alemanya. Visita els kurds a l'exili i ha declarat davant el Tribunal Europeu de Drets Humans sobre els atacs de Cizre. El 2018, İmret va declarar com a testimoni al Tribunal Permanent dels Pobles de París sobre les violacions dels drets humans i crims de guerra a Cizre. Forma part d'un grup que està duent a terme una vaga de fam per a protestar contra l'operació transfronterera de Turquia al districte d'Afrin a Síria. El 28 de març de 2018 va intervenir en una sessió titulada «Alcaldes sota pressió» del Consell d'Europa a Estrasburg. El seu discurs va ser ben rebut pels alcaldes europeus però els representants turcs presents es van mostrar indignats i l'alcalde d'İzmit, Nevzat Doğan, va dir que «el fet de parlar aquí és una clara violació dels estàndards del Consell d'Europa».